# Crotalaria gloriae
Crotalaria gloriae är en ärtväxtart som beskrevs av Bernal. Crotalaria gloriae ingår i släktet sunnhampor, och familjen ärtväxter. Inga underarter finns listade i Catalogue of Life.